# Новые Храковичи
Новые Храковичи (бел. Но́выя Хракаві́чы) — упразднённая деревня в Брагинском районе Гомельской области Беларуси. В составе Чемерисского сельсовета.
28 октября 2014 года Новые Храковичи присоединены к деревне Старые Храковичи.

## География

### Расположение
В 16 км на юго-восток от Брагина, 43 км от железнодорожной станции Хойники (на ветке Василевичи — Хойники от линии Калинковичи — Гомель).

## Транспортная сеть
Транспортные связи по просёлочной, затем автомобильной дороге Комарин — Брагин.
Планировка состоит из близкой к широтной, почти прямолинейной улицы из переулками, застроенной двусторонне деревянными домами усадебного типа.

## История
Основана во 2-й половине XIX века, когда переселенцы из деревни Храковичи основали здесь деревню Новые Храковичи, а село Храковичи стало называться Старые Храковичи.
В 1908 году в Савичской волости Речицкого уезда Минской губернии.
В 1931 году организован колхоз «Днепровец», работали ветряная мельница и кузница. В 1959 году в составе колхоза имени В. И. Чапаева (центр — деревня Рудня Журавлёва).
До 26 марта 1987 года деревня входила в состав Чемерисского сельсовета, до 16 декабря 2009 года — в состав Храковичского сельсовета, после — снова в состав Чемерисского сельсовета.
28 октября 2014 года Новые Храковичи присоединены к деревне Старые Храковичи.

## Население
- 1897 год — 63 двора, 347 жителей (согласно переписи)
- 1908 год — 382 жителя, 58 дворов[3]
- 1930 год — 105 дворов, 473 жителя
- 1959 год — 412 жителей (согласно переписи)
- 1999 год — 95 жителей (перепись населения)
- 2004 год — 40 хозяйств, 65 жителей
- 2009 год — 55 жителей (перепись населения)[3]